# 12597 Williamdaniel
A 12597 Williamdaniel (ideiglenes jelöléssel (12597) 1999 RL158) a Naprendszer kisbolygóövében található aszteroida. A LINEAR projekt keretében fedezték fel 1999. szeptember 9-én.

## Kapcsolódó szócikk
- Kisbolygók listája (12501–13000)